# Tom Bouman
Tom Bouman (* im 20. Jahrhundert in den USA) ist ein US-amerikanischer Autor und Lektor, der durch die Veröffentlichung von zwei Kriminalromanen in seiner Heimat bekannt wurde.
Der 2014 in New York City erschienene, preisgekrönte Kriminalroman Dry Bones in the Valley wurde 2017 in deutscher Übersetzung veröffentlicht. Im selben Jahr erschien sein zweiter Kriminalroman Fateful Mornings, der 2018 als Im Morgengrauen auf Deutsch übersetzt wurde. Beide deutschen Ausgaben erschienen bei dem fränkischen ars vivendi verlag, beide wurden von Gottfried Röcklein übersetzt.
Bouman lebt mit seiner Familie in Pennsylvania.

## Preise und Auszeichnungen
- 2014: Los Angeles Times Book Prize für Dry Bones in the Valley.
- 2015: Edgar Allan Poe Award für denselben Roman.
- 2015: Nominierung für den Macavity Award ebenfalls für denselben Roman.

## Veröffentlichungen
- Dry Bones in the Valley. W. W. Norton, New York City, USA 2014.
  - deutsch von Gottfried Röckelein: Auf der Jagd Kriminalroman. ars vivendi verlag, Cadolzburg, ISBN 978-3-86913-722-3.
- Fateful Mornings: A Henry Farrell Novel. USA 2017.
  - deutsch von Gottfried Röckelein: Im Morgengrauen. Kriminalroman. ars vivendi verlag, Cadolzburg 2018, ISBN 978-3-86913-900-5.